# Hippocampus zosterae
Hippocampus zosterae là một loài cá ngựa. Nó được tìm thấy ở Bahamas và Hoa Kỳ. Môi trường sống tự nhiên của chúng là các đáy nước bán thủy triều. Nó bị đe dọa do mất môi trường sống. Theo Guinness World Records, nó là loài cá di chuyển chậm nhất với tốc độ cao nhất khoảng 152 cm/h.
Nó hầu như chủ yếu có màu trắng nhưng cũng có thể có màu nâu vàng nhạt, vàng và xanh lá cây.